# Horosno, Pustomîtî
Horosno (în ucraineană Хоросно) este un sat în comuna Rakoveț din raionul Pustomîtî, regiunea Liov, Ucraina. Satul a fost locuit de germanii galițieni, și era format din două localități Alt Chrusno și Neu Chrusno .

## Demografie
Componența lingvistică a localității Horosno
     Ucraineană (99,31%)
     Alte limbi (0,69%)
Conform recensământului din 2001, majoritatea populației localității Horosno era vorbitoare de ucraineană (99,31%), existând în minoritate și vorbitori de alte limbi.